# Landesverteidigungskreuz

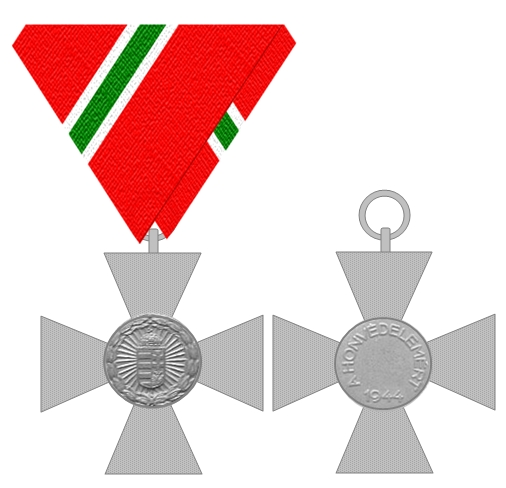
Das Landesverteidigungskreuz der II. Klasse am Dreiecksband

Das Landesverteidigungskreuz (hu. Polgári Honvédelmi Érdemkereszt) wurde am 1. März 1944 durch den Reichsverweser und Staatsoberhaupt Miklós Horthy in drei Klassen gestiftet und war nur für ungarische Zivilisten vorgesehen, die sich durch ihren Einsatz im Interesse der Landesverteidigung durch ihren Eifer und ihre Opferbereitschaft besonders verdient gemacht haben.

## Klassen
- 1. Klasse: Goldenes Kreuz,
- 2. Klasse: Silbernes Kreuz,
- 3. Klasse: Bronzenes Kreuz

## Verleihungsdefinition
Gemäß dem Stiftungserlass konnte das Landesverteidigungskreuz naturgemäß nur an jene Zivilisten verliehen werden, die in der Kriegsproduktion besondere Verdienste aufzuweisen hatten, also nicht nur Betriebsleiter, sondern vielmehr die in den Kriegsbetrieben angestellten Arbeiter und Angestellten.

## Aussehen
Der Tatsache geschuldet, dass sich im Frühjahr 1944 schon die Kriegslage zu Ungunsten Ungarns (und Deutschlands) gedreht hatte, konnte das Landesverteidigungskreuz nicht an die hohen Maßstäbe hinsichtlich seiner Qualität und Güte der vorangegangenen Orden und Ehrenzeichen Ungarns anschließen. Es wies eine eher schlichte und zumeist auch schlechte Qualität in seiner Beschaffenheit auf, da er überwiegend aus Kriegsmetall hergestellt wurde.
Das Kreuz selber hat die Form eines Tatzenkreuzes mit sich zur Mitte hin verjüngenden Kreuzenden. Die Kreuzarme selber sind schmucklos und glatt gehalten. Sowie auf der Vorder- wie auch der Rückseite ist zentral ein rundes Mitteil eingestanzt worden. Die Vorderseite zeigt dabei das kleine Staatswappen Ungarn vor einer strahlenden Sonne, deren Sonnenstrahlen als erhaben dargestellte Striche zu sehen sind. Umrahmt wird das Mittelteil von einem Lorbeerkranz. Die Rückseite des Medaillons ist ebenfalls schmucklos und besitzt als Umrahmung nur einen kleinen Medaillenrand und die darin umlaufende Umschrift: A HONVÉD ELE MÉRT 1944 (FÜR VERTEIDIGUNG)

## Tragweise
Getragen wurde das Kreuz an einem 40 mm breiten Dreiecksband an der linken Brusttasche, welches in den Nationalfarben Ungarns, rot, weiß, grün gehalten war. Der grüne Mittelstreifen war dabei ca. 5 mm breit, die anschließenden Weißen Streifen ca. 3 mm.